# Centrolene sanchezi
Centrolene sanchezi è un anfibio anuro appartenente alla famiglia Centrolenidae endemico del Dipartimento di Caquetá, nella parte amazzonica della Colombia. I dati conosciuti sono insufficienti per valutare lo stato di rischio a cui è sottoposta la specie.

## Tassonomia
In uno studio sugli anfibi dell'Ecuador del 2020  viene inserita come sinonimo di
questa specie C. bacatum, precedentemente considerata specie valida.